# 内藤政親
内藤 政親（ないとう まさちか）は、江戸時代前期の大名。陸奥国泉藩の第2代藩主。官位は従五位下・右近大夫、丹波守。挙母藩内藤家2代。

## 生涯
正保2年（1645年）、初代藩主・内藤政晴の長男として誕生。生まれた年の8月6日に父が死去したため、正保3年（1646年）2月に家督を相続した。藩政においては父の代から進められていた城下町建設に尽力するなど、藩政の基礎固めに尽力している。また、学問に熱心だったことから5代将軍・徳川綱吉に寵愛され、奏者番に任じられ、元禄3年（1690年）7月には若年寄に任じられ、元禄7年（1694年）3月まで務めている。
元禄9年（1696年）11月6日に病死、享年52。跡を三男・政森が継いだ。

## 系譜
父母
- 内藤政晴（父）
- 土屋利直の娘（母）

正室
- 朽木稙綱の娘

側室
- 阿部氏
- 小見波氏

子女
- 内藤政森（三男）生母は小見波氏（側室）
- 北条氏朝正室、生母は阿部氏（側室）